# ریومیونگ نیو تاون
ریومیونگ نیو تاون (به لاتین: Ryomyong New Town) یک ساختمان بلندمرتبه در کره شمالی است که در پیونگ‌یانگ واقع شده‌است.